# Jupiters magnetosfär
Jupiters magnetosfär är ett område runt planeten Jupiter där planetens magnetfält har en dominerande inverkan på rörelsen hos den inkommande plasma som bildas i solvinden. Planeten har också en dominerande inverkan på plasma som bildas i dess egen atmosfär som har joniserats av solvinden.
Magnetfältet sträcker sig upp till sju miljoner kilometer i solens riktning och nästan till Saturnus bana i motsatt riktning. Jupiters magnetosfär är den största och kraftigaste bland alla planeternas magnetosfärer i solsystemet, och efter volym den största kända kontinuerliga strukturen i solsystemet efter heliosfären. Magnetosfären är bredare och plattare än jordens magnetosfär och starkare i storleksklass, medan det magnetiska momentet är cirka 20 000 gånger större. Existensen av Jupiters magnetosfär härleddes från observationer av radiovågor 1955, och observerades direkt av rymdsonden Pioneer 10 1973.

## Källförteckning
1. ↑  ”The Outer Planets: Giant Planets: Magnetospheres”. lasp.colorado.edu. https://lasp.colorado.edu/outerplanets/giantplanets_magnetospheres.php. Läst 7 april 2024.
2. ↑  ”Jupiter's Magnetic Field Visualization” (på engelska). science.nasa.gov. https://science.nasa.gov/resource/jupiters-magnetic-field-visualization/. Läst 7 april 2024.
3. ↑  J. H. Wolfe, J. D. Mihalov, H. R. Collard, D. D. McKibbin. L. A. Frank, D. S. Intriligator. (NASA-TM-X-62357) Pioneer 10 Observations N74-2627 of the Solar Wind Interaction with Jupiter